# リカルド・ファン・ライン
リカルド・ファン・ライン（Ricardo van Rhijn, 1991年6月13日 - ）は、オランダ王国南ホラント州ライデン出身のサッカー選手。カールスルーエSC所属。ポジションはディフェンダー。

## 来歴

### クラブ
2002年からオランダのアヤックス・アムステルダムのユースチームに所属し、2008年にトップチーム昇格した。2011年9月21日、KNVBカップのVVノールトワイケルハウト戦でプロデビューを飾った。
2019年8月1日、SCヘーレンフェーンに1年契約で移籍した。このシーズンリーグ戦には19試合に出場したものの、クラブ側からの契約延長の交渉はなく、翌年4月29日にクラブを退団した。
2020年10月4日、約5か月近く無所属の状態が続いたが、FCエメンに加入した。
2021年10月19日、カールスルーエSCに移籍した。

### 代表
オランダ代表として各年代でプレーした。
2012年8月15日のベルギー代表戦で代表デビューした。

## タイトル

### クラブ
アヤックス
- エールディヴィジ：2011-12, 2012-13, 2013-14
- ヨハン・クライフ・スハール：2013